# 維多利亞·卡麗妮娜
維多利亞·維克托羅芙娜·卡麗妮娜（俄语：Виктория Викторовна Калинина，1988年12月8日—）是一名俄羅斯女子手球運動員，司職守門員，目前效力於克拉斯諾達爾庫班，也曾代表俄羅斯參加2016年夏季奧林匹克運動會女子手球比賽並獲得金牌。

## 獎項
- 友誼勳章（2016年8月25日）